# Проглас към Евангелието
„Проглас към евангелието“ е първата творба на славянската декламативна поезия. Сътворена е по повод създаването на славянската писменост от светите братя Кирил и Методий и превеждането на свещените книги на разбираем за славяните език. Обемът ѝ е сравнително голям (108 стиха). Открита е в 1858 г. от Александър Хилфердинг. Позната е в 4 преписа (3 сръбски и един руски). Най-старият препис е от XIII в. и се пази в сбирката на Хилендарския манастир (Четвероевангелие на дяк Бунило).
В медиевистиката се застъпват различни позиции относно авторството на „Проглас към Евангелието“, като за автор едни сочат Константин Преславски (Алексей Соболевски, Андре Вайан, Петър Динеков, Иван Добрев), а други – Константин-Кирил Философ, и че е бил написан като встъпление при превода на Изборното евангелие (Иван Франко, Измаил Срезневски, Емил Георгиев, Роман Якобсон, Владимир Топоров, Красимир Станчев, Донка Петканова).

## „Проглас“ на новобългарски
Което са пророците някога предрекли:
Христос идва да сбере народите,
защото светлина е той за целия светъ.
Ето, сбъдва се въ Седмия век то.

А казаха те: слепи ще прогледнат,
глухите ще чуят писменото слово,
ще познаят Бога както подобава.
Затова чуйте всички славяни!

Този дар от Бога ви е даден,
дар божи е за стоящите отдясно,
дар божи за душите, що никога не тлее,
за тез души, които го приемат.

Това е дарът!
Матей и Марк, Лука, Йоан —
те всички хора учат, като казват:
"Които красотата на душите си
съзирате — обичайте и радвайте се".

А които желаят на греховете мрака
и тлението на този свят да пренебрегнат,
и които искат да получат рая,
и да избегнат изгарящия огън —
вникнете сега с целия си разум!

Слушайте, цял славянски народе,
слушайте Словото, що от Бога дойде,
Словото, що кърми душите човешки,
Слово, що укрепва сърца и умове,
Слово, подготвящо всички да познаят Бога.

Както без светлина и радост не ще има
за окото, зрящо божието дело цяло,
но всичко е ни хубаво, ни зримо,
така е всякоя душа без книги,
невиждаща добре Закона божи,

Закона — писмен и духовен,
Закон, откриващ рая божи.
Та кой ли слух, тътнежа щом не чува
на гръмотевица, от Бога ще се плаши?

А още: ако ноздрите дъха на цвят не вдъхват
как ще разберете това божие чудо?
Устата, неусещащи вкуса на сладостта,
човека правят да е като камък,
но много повече безкнижната душа
във человеците е мъртво нещо.

За всичко туй когато мислим, братя,
изказваме виделина пристойна,
която ще изтръгне всички хора
от похотта и плътския живот,
та да не би с разсъдък неразумен,
щом слушате на чужда реч Словото,
да го не чувате подобно мед звънтяща.

А туй и свети Павел, учейки, изрече,
отправяйки молитвите си нявга Богу:
"Желая думи пет да изрека,
но всички, братя, да ги разберат,
отколкото безброй слова неясни" .

Кой човек, прочее, не ще разбере?
Кой не ще прибави мъдри притчи,
тълкуващи ни верните беседи?
И както тленността телата овладява —
те всички, гниещи, от тор по-бързо гният,
когато от храната са лишени —
тъй всякоя душа от битие лишена е,
когато божият живец й липсва,
когато Словото на Бога тя не чува.

И още, друга притча, твърде мъдра.
Ние, искащите да растем с ръст божий,
да кажем: "Хора, които се обичате,
кой не познава тази вяра права?
Както от семето, що пада на нивята,
така посято е в сърцата хорски 
на тях пък трябва дъжд от букви божии,
та плод божествен да покълне много.

Кой може всички притчи да разкаже,
посрамващи народите без Книги,
говорещи със непонятен глас;
дори и всичките езици той да знае,
не може да опише немощта им.

Обаче нека своя притча да прибавя,
голяма мъдрост в малка реч да кажа:
Голи са без Книги всичките народи:
понеже без оръжие не могат
с врага на нашите души да се сразят,
те са готови за плена на мъки вечни.

А вие, народи, необичащи врага,
щом мислите да се сразите с него яко,
усърдно дверите на разума открийте,
оръжие приели здраво днес,
което Книгите господни изковават,
та главата на лукавия съвсем да смажат.

А тези букви който възприеме,
Христос Премъдростта изказва
и вашите души укрепва
с апостолите, с всичките пророци.

Говорещите тези словеса,
достойни ще са врага да убият,
принасяйки добра победа Богу,
на плътта отбягващи тлението скверно.

Животът чрез плътта е сякаш сън!
Неподдаващите се, стоящи твърдо,
за Бога ще са като воини,
стоящи вдясно при престола божий,
когато с огън той народите ще съди,
ликуващи със ангелите вечно,
и Милостивия славещи непрестанно.

И винаги със писаните песни
възпяващи Бога, човекомилосърдния,
защото нему подобава всяка слава,
и чест, и хвала божия навеки,
с Отца и със Светия Дух
за вечни векове от всякое творение.
Амин!

## „Прогласъ“ на старобългарски
Прогласъ ѥсмь свѧтоу ѥваньгелью:
Ꙗко пророци прорекли сѫтъ прѣжде,
Христъ грѧдетъ събьратъ ѩзꙑкъ,
Свѣтъ бо ѥстъ вьсемоу мироу семоу.
Се събꙑстъ сѧ въ седмꙑи вѣкъ сь.

Рѣшѧ бо они: слѣпїи прозьрѧтъ,
глоуси слꙑшѧтъ слово боукъвьноѥ.
Бога же ѹбо познати достоитъ.
Того же ради слꙑшите, Словѣне, си:
Даръ бо ѥстъ отъ Бога сь данъ,

даръ божїи ѥстъ деснꙑѩ чѧсти,
даръ доушамъ, николиже тьлѣѩ,
доушамъ тѣмъ, ѩже и прїимѫтъ.
Матъѳеи, Мар(ъ)ко, Лоука и Іѡаннъ
ѹчѧтъ вьсь народъ глаголѭште:

Ѥлико бо своихъ доушь лѣпотѫ
видитъ, любите бо радовати сѧ,
грѣховьнѫ же тьмѫ ѿгънати
и мира сего тьлѭ ѿложити
и раискоѥ житіѥ пріобрѣсти

и избѣжати отъ огни горѫшта,
слꙑшите нꙑнѣ отъ своѥго ѹма,
слꙑшите словѣньскъ народъ вьсь,
слꙑшите слово, отъ Бога прїиде,
слово же кръмѧ чловѣчьскꙑѩ доушѧ,

слово же крѣпѧ и срьдьце и ѹмъ,
слово се готоваѩ Бога познати.
Ꙗко бесвѣта радость не бѫдетъ
окоу видѧштю божіѭ тварь вьсѭ
нъ вьсе ни лѣпо ни видимо ѥстъ,

тако и доуша вьсꙗка без боукъвъ
не съвѣдѫшти закона же божіꙗ,
закона кънижьна и доуховьна,
закона раи божїи ꙗвлꙗѭшта.
Кꙑи бо слоухъ громьнаѥго тѫтьна

не слꙑшѧ, Бога можетъ боꙗти сѧ?
Ноздри же пакꙑ, цвѣта не ѫхаѭшти,
како божьѥ чюдо разоумѣѥте?
Ѹста бо, ꙗже сладъка не чюѭтъ,
ꙗко камѣна творѧтъ же чловѣка.

Паче же сего доуша безбоукъвьна
ꙗвлꙗѥтъ сѧ въ чловѣцѣхъ мрьтва.
Се же вьсе мꙑ, братіѥ съмꙑслѧште
глаголѥмъ съвѣтъ подобаѭшть,
иже чловѣкꙑ вьсѩ ѿлѫчитъ

отъ житiꙗ скотьска и похоти,
да не имѫште ѹмъ неразоумьнъ,
тоу ждемь ѩзꙑкомь слꙑшѧще слово
ꙗко мѣдьна звона гласъ слꙑшите.
Се бо свѧтꙑи Павьлъ ѹчѧ рече:

Молитвѫ своѭ въздаѩ прѣжде Богоу,
ꙗко хоштѭ словесъ пѧть издрешти
съ разоумомь своимь глаголати,
да и вьсе братьꙗ разоумѣѭтъ,
неже тьмѫ словесъ неразоумьнъ.

Кꙑи бо чловѣкъ не разоумѣѥтъ,
кꙑи не проложитъ притъчѧ мѫдрꙑ,
съказаѭштіѩ бесѣдꙑ правꙑ намъ?
Ꙗко бо тьлꙗ плътьхъ настоитъ,
вьсе тьлѧшти, паче гноꙗ гноѩшти,

ѥгна своѥго брашьна не иматъ,
тако доуша вьсꙗка опадаѥтъ
жизни, божіꙗ не имѫшти живота,
ѥгда словесе божіꙗ не слꙑшитъ.
Инѫ же пакꙑ притъчѫ мѫдрѫ дзѣло

да глаголѥмъ, чловѣци, любѧште сѧ,
хотѧште расти божіѥмь растомь,
къто бо вѣрꙑ сеѩ не вѣстъ правꙑ,
ꙗко сѣмени падаѭштю на нивѣ,
тако на срьдьцихъ чловѣчьсцѣхъ,

дъждꙗ божїи боукъвъ трѣбоуѭште,
да въздрастетъ плодъ божїи паче.
Къто можетъ притъче вьсѥ решти,
обличаѭштѧ бес книгъ ѩзꙑкꙑ,
въ гласѣ съмꙑсльнѣ не глаголѭште.

Ни аште ѹмѣѥтъ ѩзꙑкꙑ вьсѩ,
можетъ съказати немошть сихъ.
Обаче своѭ притъчѭ да приставлѭ,
мъногъ ѹмъ въ малѣ рѣчи кажѧ.
Нази бо вьси бес книгъ ѩзꙑци

брати сѧ не могѫште без орѫжіꙗ
съ противьникомь доушь нашихъ
готови мѫкꙑ вѣчьнꙑѩ въ плѣнъ.
Иже бо врага, ѩзꙑци, не любите,
брати же сѧ съ нимь мꙑслѧште дзѣло,

ѿврьзѣте прилежьно ѹмоу двьри,
орѫжіѥ прїимъше тврьдо нꙑнѣ,
ѥже коуѭтъ кънигꙑ Господьнѥ,
главѫ тьрѫште непріꙗзни вельми.
Боукъви сіѩ, иже бо прїиметъ

мѫдрость томоу Христосъ глаголѥтъ
и доушѧ вашѧ боукъвами крѣпитъ,
апостолꙑ же съ пророкꙑ вьсѣми.
Иже бо сихъ словеса глаголѭште
подобьни бѫдѫтъ врага ѹбити

побѣдѫ приносѧште къ Богоу добрѫ
плъти бѣжѧште тьлѩ гноѥвьнꙑѥ
плъти, ѥѩже животъ ꙗко въ сънѣ
не падаѭште, крѣпъко же стоѩште,
къ Богоу ꙗвльше сѧ ꙗко храбъри,

стоѩште о деснѫѭ божіꙗ прѣстола,
ѥгда огньмь сѫдитъ ѩзꙑкомъ,
радоуѭште сѧ съ аньгѣелꙑ въ вѣкꙑ,
присно славѩште Богъ милостивꙑи
кънижьнами вьсега же пѣсньми

Богоу поѭште чловѣкꙑ милоуѭштю.
Томоу подобаѥтъ вьсꙗка слава,
чьсть и хвала, Божїи Сꙑноу, вꙑнѫ
съ Отьцемь и Свѧтꙑимь Доухомь
въ вѣкꙑ вѣкъ отъ вьсеѩ твари.
Аминъ.